# Bernard Berenson
Bernard Berenson, pseudônimo de Bernhard Valvrojenski  (26 de junho de 1865 - 6 de outubro de 1959) foi um estadunidense historiador de arte, especializado na Renascença. Seu livro Desenhos dos Pintores Florentinos foi um sucesso internacional. Acredita-se que sua esposa Maria tenha tido uma grande mão em alguns dos escritos.